# Тищенко Федір Антонович
Тищенко Федір Антонович (1897, Черкаси — 5 листопада 1935 року, Київ) — член ВУЦВК.
Закінчив парафіяльну школу. Слюсар Черкаського цукрово-рафінадного заводу.
В роки Першої світової війни — в російській армії.
16 січня 1918 р. брав участь у розгоні Черкаської міської думи, член міського воєнно-революційного комітету.
У січні 1919 р. зробив ще одну спробу встановити більшовицьку владу у Черкасах.
У 1919—1920 рр. — член виконкому Черкаської повітової Ради робітничих, селянських та червоноармійських депутатів.
Пізніше працював на залізничній станції Бобринська та Київському паровозоремонтному заводі.
З 1977 по 2016 р. його ім'я носила вулиця Миколи Негоди у Черкасах.